# Araniella inconspicua
Araniella inconspicua es una especie de araña tejedora de orbe del género Araniella, de la familia Araneidae, orden Araneae. Fue descrita por Simon en 1874.
Se distribuye por Europa, Turquía, Rusia (Europa hasta el Lejano Oriente), Asia Central, China e Irán. Fue publicada en Les arachnides de France: 1-, 272.